# Монтгомери (округ, Миссури)
Округ Монтгомери (англ. Montgomery County) — округ штата Миссури, США. Население округа на 2009 год составляло 11 698 человек. Административный центр округа — город Монтгомери-Сити.

## История
Округ Монтгомери основан в 1818 году.

## География
Округ занимает площадь 1396 км2.

## Демография
Согласно оценке Бюро переписи населения США, в округе Монтгомери в 2009 году проживало 11 698 человек. Плотность населения составляла 8.4 человек на квадратный километр.